# Франция на «Евровидении-1983»
Франция участвовала в двадцать восьмом выпуске телевизионного конкурса Евровидение-1983, который проходил 23 апреля в Мюнхене, ФРГ. Страна вернулась после вынужденного годового перерыва, связанного с бойкотом конкурса 1982 года телекомпанией TF1. Во второй раз Францию представлял певец и композитор Ги Бонне с песней Vivre ("Жить"), написанной им в соавторстве с Фульбером Кантом. По итогам голосования он занял восьмое место из 20, набрав 56 очков. Таким образом, Vivre стала предшественницей французской заявки на Евровидение-1984 Autant d'amoureux que d'étoiles в исполнении Анник Тумазо. Конкурс был показан на канале Antenne 2 с комментариями Леона Цитрона, который был ведущим Евровидение-1978. Глашатаем, объявлявшим очки Франции была Женевьев Молль.

## До «Евровидения»

### Национальный отбор
После того, как прежний телевещатель TF1 отказался от участия в конкурсе 1982 года, сославшись на неудовлетворённость лёгкой музыкой, доминировавшей на Евровидение, другая французская телекомпания Antenne 2 заменила TF1 как организатор отбора заявки и главный вещатель. Antenne 2 объявила о том, что заявка Франции будет выбрана путём проведения национального финала в начале 1983 года. Финал состоялся 20 марта 1983 года в телестудии Antenne 2 в Париже. Ведущими были Жан-Пьер Фуко и победительница Евровидение-1977 Мари Мириам. Четырнадцать песен было представлено, а победитель определялся посредством голосов телезрителей, которых обзванивали и спрашивали насчёт лучшей песни. Среди конкурсантов национального финала были представители Франции на Евровидение разных лет. Так, Изабель Обре представляла страну на Евровидение-1962 и Евровидение-1968. Жоэль Прево представлял Францию на Евровидение-1978. А Ги Бонне представлял страну на Евровидение-1970. 
| Порядковый номер | Исполнитель         | Название песни              | Перевод                       | Место |
| ---------------- | ------------------- | --------------------------- | ----------------------------- | ----- |
| 1                | Филипп Хубер        | "Les manèges de l'amour"    | "Поездки любви"               | 12    |
| 2                | Жоэль Прево         | "Je t'aime"                 | "Я тебя люблю"                | 9     |
| 3                | Клод Мерлебуа       | "Je reviendrai"             | "Я вернусь"                   | 8     |
| 4                | Жан-Марк Куртуа     | "L'homme est un mobile"     | "Человек подвижен"            | 7     |
| 5                | Жозефина Коппола    | "Passionément"              | "Страстно"                    | 14    |
| 6                | Кали                | "Je vous oublie"            | "Я забуду тебя"               | 13    |
| 7                | Ги Бонне            | "Vivre"                     | "Жить"                        | 1     |
| 8                | Илана Авиталь       | "Mais où est l'amour?"      | "Но где же любовь?"           | 11    |
| 9                | Изабель Обре        | "France France"             | "Франция, Франция"            | 3     |
| 10               | Николя Лайани       | "Quand je vois le soleil"   | "Когда я вижу солнце"         | 6     |
| 11               | Жан-Поль Кара       | "À Chantefrance"            | "В Шантефрансе"               | 5     |
| 12               | Кристин Фонтан      | "Avec"                      | "С"                           | 10    |
| 13               | La Compagnie Créole | "Vive le Douanier Rousseau" | "Да здравствует Дуанье Руссо" | 2     |
| 14               | Анн-Мари Ганцель    | "J'en appelle à la vie"     | "Я взываю к жизни"            | 4     |

## На «Евровидении»
Бонне выступал под номером 1, сразу перед Норвегией, открыв, тем самым, конкурсную программу. Во время своего выступления он пел, аккомпанируя себе на рояле. В конце голосования Франция заняла восьмое место из 20, набрав 56 очков. Французское жюри присудило 12 очков победителю конкурса, Люксембургу. Дирижёром оркестра во время исполнения французской заявки был Франсуа Раубер.

### Голосование
| Очки      | Страна                                           |
| --------- | ------------------------------------------------ |
| 12 баллов |                                                  |
| 10 баллов | - Италия - Швейцария                             |
| 8 баллов  |                                                  |
| 7 баллов  | - Греция                                         |
| 6 баллов  | - Финляндия                                      |
| 5 баллов  |                                                  |
| 4 балла   | - Германия - Кипр                                |
| 3 балла   | - Люксембург - Норвегия - Португалия - Югославия |
| 2 балла   | - Нидерланды                                     |
| 1 балл    | - Израиль                                        |

| Очки      | Страна         |
| --------- | -------------- |
| 12 баллов | Люксембург     |
| 10 баллов | Германия       |
| 8 баллов  | Израиль        |
| 7 баллов  | Италия         |
| 6 баллов  | Швеция         |
| 5 баллов  | Великобритания |
| 4 балла   | Португалия     |
| 3 балла   | Греция         |
| 2 балла   | Нидерланды     |
| 1 балл    | Финляндия      |